# Der Tag, als ich lernte die Spinnen zu zähmen
Der Tag, als ich lernte die Spinnen zu zähmen ist ein Kinderbuch von Jutta Richter, das mit dem Deutschen Jugendliteraturpreis sowie dem LUCHS 2000 ausgezeichnet wurde. Es wurde in mehrere Sprachen übersetzt.

## Handlung
Hauptperson ist ein 9-jähriges Mädchen, das als Ich-Erzählerin fungiert. Sie hat zwar drei Spielkameraden in ihrer Straße, aber sie erkennt früh, dass sie sich ihnen nicht ganz verbunden fühlt. Es gibt Dinge, die sie ihnen nicht anvertrauen kann, etwa ihre Angst vor der Kellerkatze oder vor Spinnen, nicht zuletzt aber ihr unglückliches Leben mit ihren Eltern. Ihr Vater gab beim Umzug den Hund ins Tierheim und behauptet, dieser hätte kein Heimweh. Auch duldet er keinen Widerspruch und entwickelt kein Verständnis für seine Tochter. Mit ihrer Mutter hat das Mädchen kaum mehr Glück. Das Desinteresse an den Kindern und ihren Bedürfnissen teilen die Eltern mit den anderen Erwachsenen, die über alle herziehen, die nicht den gewöhnlichen Normen entsprechen und mehr Aufmerksamkeit erfordern.
Das gilt insbesondere für Rainer, der aus einer problematischen Familiensituation stammt und seinen eigenen Kopf hat. Jeder findet ihn seltsam. Er verjagt aber auch die Kellerkatze, zeigt dem Mädchen, wie man Spinnen fangen kann und geht mit ihr auf die Suche nach der Rattenkönigin. Die beiden Kinder entwickeln eine Nähe, wie es das Mädchen zuvor nicht kannte. Diese Freundschaft wird freilich von ihren anderen Freunden und den Erwachsenen misstrauisch beäugt und schließlich verboten. Rainer, schon immer Außenseiter, hatte nach einer Provokation eines der anderen Kinder geschlagen und verletzt. Die Erzählerin muss sich zwischen ihm, ihrem ersten richtigen Freund, und den anderen Kindern und den Erwachsenen entscheiden und beugt sich schließlich dem Druck. Sie verrät ihre Freundschaft zu Rainer.

## Bemerkungen
Die Geschichte kreist um das große Thema Freundschaft und wie schwer es sein kann, zu ihr zu stehen. Auch erkennt die Erzählerin das heuchlerische Verhalten der Mitmenschen, die nicht in ihrer Ruhe gestört werden wollen, und sie ist noch nicht fähig, ihre Überzeugung zu offenbaren. Sie sieht aber die Fehler bei ihnen und spürt, dass etwas sie von den anderen trennt. Weil sie sich trotzdem anpasst, muss sie einen hohen Preis zahlen.
Das Buch handelt auch von der Notwendigkeit von Zivilcourage und dass jeder jemanden braucht, der einen stärkt und zu solchen Taten auch ermutigt.
Insofern ist dies ein Text für Kinder ab 10 und auch ihre Eltern, die die Kinder stärken müssen, ihre eigene Individualität zu entwickeln.

## Stil
Die Darstellung erfolgt aus der Ich-Perspektive des Mädchens, das den Konflikt zwischen Loyalität und Anpassung auslebt. Die Autorin verfügt über die Fähigkeit, die Gefühle und Gedanken eines Kindes glaubhaft zu transportieren, wodurch sich auch eine gewisse Poesie und Schönheit der Sprache entfaltet. Es gibt kein falsches Pathos und keine Analysen, die nicht altersgerecht wären. Das Kind erkennt lediglich, dass sich alle falsch verhalten und sein Herz am Ende bricht.

## Ausgaben
- Der Tag, als ich lernte die Spinnen zu zähmen. Carl Hanser Verlag, 2000, ISBN 3-446-19896-2
- Der Tag, als ich lernte die Spinnen zu zähmen. Deutscher Taschenbuchverlag 2002, ISBN 3-423-62119-2
- El día en el que aprendí a domar arañas. Übersetzt von L. Rodríguez López. Lóguez, 2001, ISBN 84-89804-37-0 (spanische Ausgabe)
- Ce jour-là j'ai apprivoisé les araignées. Übersetzt von Genia Català. La Joie de lire, 2002, ISBN 2-88258-228-5 (französische Ausgabe)
- De dag dat ik spinnen leerde temmen. Lannoo, 2002, ISBN 90-209-4984-5 (niederländische Ausgabe)
- Quando imparai ad addomesticare i ragni. Übersetzt von Alessandro Peroni. Salani, 2003, ISBN 88-8451-239-5 (italienische Ausgabe)